# サム・バーンズ (ゴルファー)
サミュエル・ホランド・バーンズ（英語: Samuel Holland Burns、1996年7月23日 - ）は、アメリカ合衆国のプロゴルファー。ルイジアナ州立大学でカレッジゴルフに出場し、現在は男子プロゴルフ「PGAツアー」に参加している。

## アマチュア時代
バーンズはルイジアナ州シュリーブポートにてトッド・バーンズ (Todd Burns) およびベス・バーンズ (Beth Burns) の子として誕生した。彼はカルヴァリー・バプテスト・アカデミーでゴルフキャリアを開始し、州の競技大会で3度の個人優勝をした。彼は2014年に全米ジュニアゴルフ協会の「AJGAロレックス・ジュニア・プレイヤー・オブ・ザ・イヤー」を受賞した。
バーンズはルイジアナ州立大学に進み、カレッジゴルフに出場した。彼は2年生の時にトーナメント15戦に出場し、4つのトーナメントで優勝した。彼は全米選抜チームのメンバーに選出され、また全米大学体育協会主催のNCAA男子ゴルフ選手権1部で「ジャック・ニクラウス・ナショナル・プレイヤー・オブ・ザ・イヤー」を受賞した。
2017年、バーンズは大学生ゴルファーの全米選抜と世界選抜による男女混合対抗戦「アーノルド・パーマー・カップ」に、全米選抜のメンバーとして出場した。またPGAツアーのバルバソル選手権への出場も認められ、6位タイの成績を残した。

## プロ時代
2017年10月、バーンズはPGAツアーのサンダーソンファームズ選手権でプロデビューし、43位タイの成績で終わった。彼は翌週のシュライナーズ・ホスピタルズ・フォー・チルドレン・オープンにも出場し、20位タイの成績を残した。
2018年シーズン、バーンズはPGAツアーのクオリファイングトーナメントであるウェブドットコムツアーに参加し、最初の12戦でファイナルズへの出場権を獲得した。彼はファイナルズで10位タイの成績を残した。彼は2018年2月のクラブ・コロンビア選手権で2位タイ。同月末のザ・ホンダ・クラシックでは最終ラウンドをタイガー・ウッズと回り、7位タイの結果となった。バーンズは翌月のバルスパー選手権の出場権も獲得し、12位タイの成績を残した。
バーンズは2018年4月、ウェブドットコムツアーのサヴァンナ・ゴルフ選手権でプロ初勝利を挙げた。彼は最後の3ホールで連続バーディーを決め、ロベルト・カストロに1ストローク差で勝利した。

## アマチュア優勝
- 2014年
  - AJGAロレックス・トーナメント・オブ・チャンピオンズ
  - ジュニアPGAチャンピオンシップ
- 2016年
  - デビッド・トムズ・インターカレッジ
  - サン・ボウル・ウェスタン・リファイニング大学全米ゴルフクラシック
- 2017年
  - ルイジアナ・クラシック
  - NCAAバトン・ルージュ・リージョナル

## プロ優勝

### PGA Tour wins (5)
| Legend                       |
| World Golf Championships (1) |
| Other PGA Tour (4)           |

| No. | Date         | Tournament                       | Winning score   | To par  | Margin of victory | Runner(s)-up                         |
| --- | ------------ | -------------------------------- | --------------- | ------- | ----------------- | ------------------------------------ |
| 1   | May 2, 2021  | バルスパー選手権                 | 67-63-69-68=267 | −17     | 3 strokes         | キーガン・ブラッドリー               |
| 2   | Oct 3, 2021  | サンダーソン・ファームズ選手権   | 68-66-65-67=266 | −22     | 1 stroke          | ニック・ワトニー, キャメロン・ヤング |
| 3   | Mar 20, 2022 | バルスパー選手権 (2)             | 64-67-67-69=267 | −17     | Playoff           | Davis Riley                          |
| 4   | May 29, 2022 | チャールズ・シュワブ・チャレンジ | 71-68-67-65=271 | −9      | Playoff           | スコッティ・シェフラー               |
| 5   | Mar 26, 2023 | WGCマッチプレー                  | 6 and 5         | 6 and 5 | 6 and 5           | キャメロン・ヤング                   |

PGAツアープレーオフ記録 (2–1)
| No. | Year | Tournament                       | Opponent(s)                    | Result                                                                |
| --- | ---- | -------------------------------- | ------------------------------ | --------------------------------------------------------------------- |
| 1   | 2021 | フェデックス・セントジュード招待 | アブラハム・アンセル, 松山英樹 | Ancer won with birdie on second extra hole                            |
| 2   | 2022 | バルスパー選手権                 | Davis Riley                    | Won with birdie on second extra hole                                  |
| 3   | 2022 | チャールズ・シュワブ・チャレンジ | スコッティ・シェフラー         | Won with birdie on first extra hole                                   |
| 4   | 2025 | RBCカナディアン・オープン        | ライアン・フォックス           | プレーオフ4ホール目でライアン・フォックスのバーディでフォックスの勝利 |

### ウェブドットコムツアー優勝
| 項番 | 日付         | 大会                     | 優勝スコア      | 優勝スコア | 打差  | 2位                |
| ---- | ------------ | ------------------------ | --------------- | ---------- | ----- | ------------------ |
| 1    | 2018年4月1日 | サヴァンナ・ゴルフ選手権 | 72-65-65-65=267 | −21        | 1打差 | ロベルト・カストロ |

## 主要大会成績
| 大会                     | 2016年 | 2017年 | 2018年 | 2019年 |
| ------------------------ | ------ | ------ | ------ | ------ |
| マスターズ・トーナメント | -      | -      | -      | -      |
| 全米オープン             | CUT    | -      | T41    | -      |
| 全英オープン             | -      | -      | -      | -      |
| 全米プロゴルフ選手権     | -      | -      | -      | T29    |

- -  Did not play
- CUT = missed the half-way cut
- "T" indicates a tie for a place

## アメリカ代表
アマチュア時代
- ジュニア・ライダー・カップ - 2014年（優勝）
- アーノルド・パーマー・カップ - 2017年（優勝）